# Torsten Renqvist

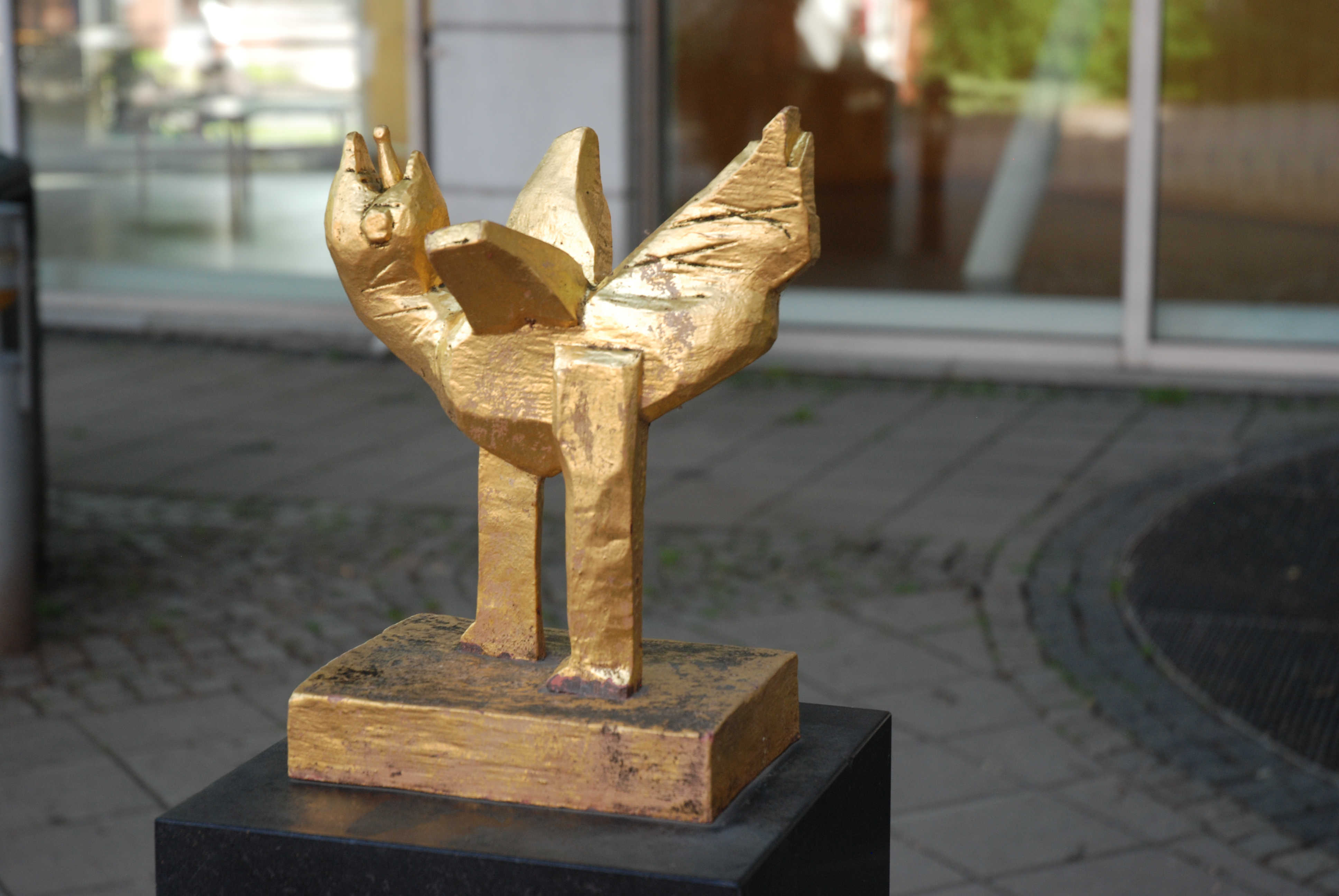
Fågel Fenix i Skövde.

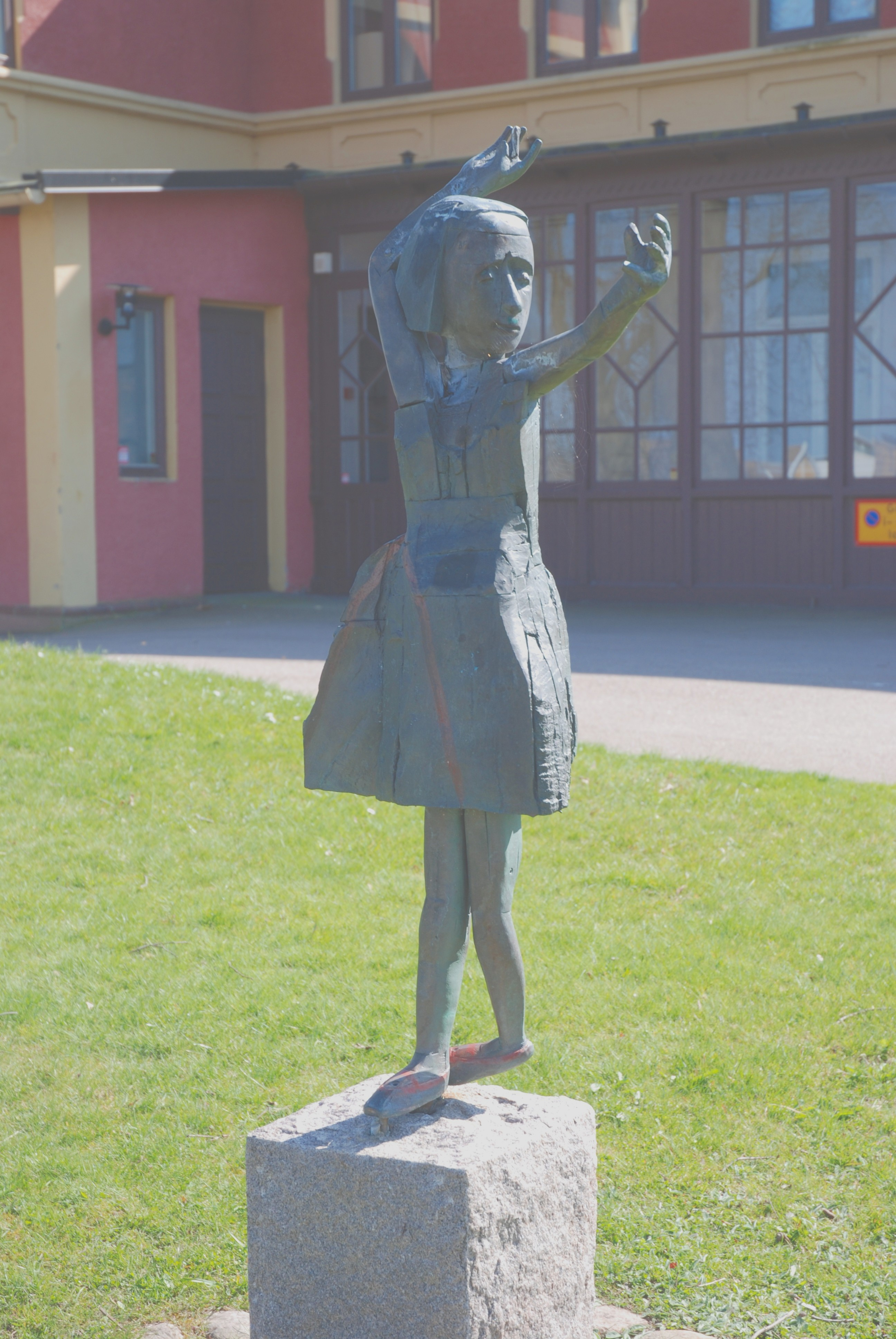
Dansande flicka (1993), brons, utanför Tivolihuset, Storgatan i Höganäs.

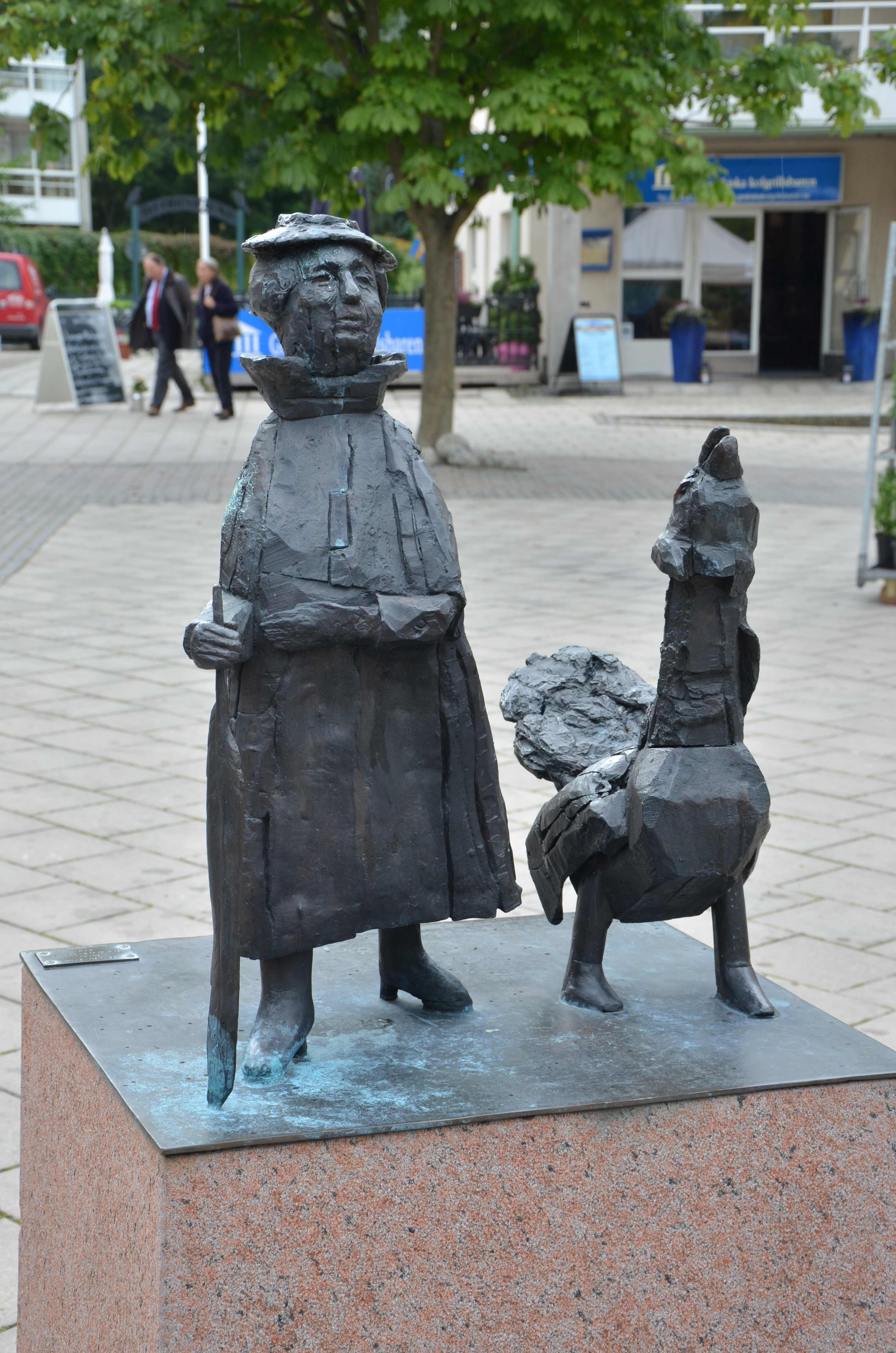
Elsa Beskow med tjäder i Djursholm.

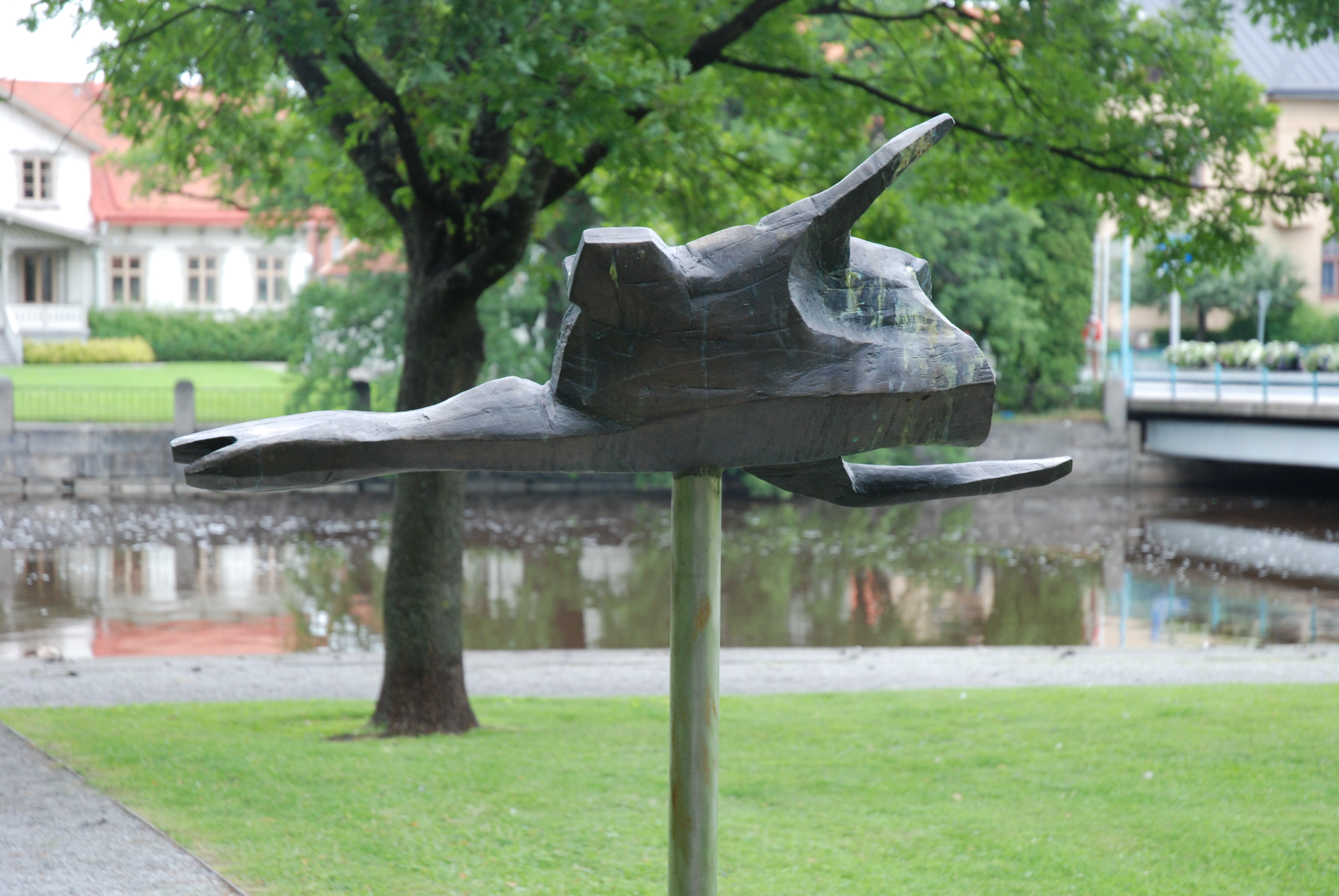
Horisontdykare i Örebro.

Karl Torsten Renqvist, född 10 maj 1924 i Ludvika församling i Kopparbergs län, död 13 maj 2007  i Kummelnäs i Nacka, var en svensk skulptör, grafiker, målare, författare och konstpedagog.

## Liv och verk
Torsten Renqvist var son till folkskolläraren Karl Efraim Renqvist och Märta, ogift Högström och gift 1952–1955 med Gun Kessle och från 1956 med Ann-Gerd Forsberg. Hans syster Kerstin Isacsson var en tid gift med konstnären Arne Isacsson och var mor till dokumentärfilmaren Magnus Isacsson.
Efter avlagd studentexamen 1945 bedrev han förberedande geologiska studier som han på ett tidigt stadium avbröt för att utbilda sig till konstnär. Renqvist studerade en kortare tid vid Otte Skölds målarskola i Stockholm innan han kunde studera för Aksel Jørgensen vid Det Kongelige Danske Kunstakademi i Köpenhamn 1946–1948. Han fortsatte därefter sina studier för Sven Erixson vid Konsthögskolan i Stockholm 1948–1950 och under studieresor till Nederländerna, Tyskland, Paris samt till London där han vistades 1951–1952 som British Council stipendiat.  
Han debuterade med en utställning på Lilla galleriet då han fortfarande var elev på Konsthögskolan i Stockholm 1950. Med en uppföljande utställning året därpå hälsades han av kritiken som ”nyexpressionist”. Hans bilder visade ett korthugget, expressivt måleri med vardagsnära ting som motiv: kaffepanna, hushållsrulle, stickstrumpa, spikar. Han drogs till osedda eller i konsten då förbisedda ting; en vardagens mystik med stark laddning. Vid mitten av decenniet skedde en omorientering, bland annat brände han upp ett 80-tal målningar 1954. Under årliga resor till mer eller mindre arktiska trakter – svenska och finska Lappland, Lofoten, Island, Spetsbergen – utvecklade Torsten Renqvist ett originellt landskapsmåleri där det sedda uttrycks i symbios med begreppsliga föreställningar. Hans måleri gick dock också mot en allt större abstraktion.  
I sextiotalets måleri blev tonen mörkare, tingen återkom som motiv – ofta fragment, benbitar, oorganiska och organiska former – och gavs en allt djupare symbolik. Hans sista stora målning, ”Ikonostas över fjädrar och en tidning”, var en tidsbild, en sorgemålning, en bild av makten, avbildad i ett fotavtryck, som trampar på de svaga.” (Beate Sydhoff).  
Han ställde därefter ut separat ett flertal gånger på bland annat Gummesons konsthall, God konst i Göteborg och SDS-hallen i Malmö. Tillsammans med Wiking Svensson ställde han ut på Lorensbergs konstsalong i Göteborg och tillsammans med Per Lindekrantz på Lilla galleriet samt med Willy Ørskov på Galleri Maneten i Göteborg. Han medverkade i Nationalmuseums utställning Unga tecknare 1950–1952, Ung grafik på Kulturen i Lund och Nordiska grafikunionens utställning i Köpenhamn. Han deltog med målningen Tre ting och en fjäder i Carnegieinstitutets utställning i Pittsburgh och han var representerad i utställningen Junge schwedische Kunst i Stuttgart samt i utställningen La peinture nordique contemporaine i Paris. Som särskilt inbjuden gästutställare deltog han i Sveriges allmänna konstförenings utställning på Liljevalchs konsthall 1957.  
Vid sidan av sitt eget skapande var han verksam som lärare vid Valands målarskola 1955–1958. Torsten Renqvist talar själv om sin dagsida (måleriet under sommarhalvåret) och sin nattsida (grafiken hemma i ateljén under vinterhalvåret). Medan människor som motiv lyser med sin frånvaro i hans måleri, förekommer de rikligt i hans teckningar och grafik. Här återfinns också djurbilder bland vilka man velat se en muntert spatserande igelkott med alla taggarna ute som ett indirekt självporträtt. En sida av hans nydanande grafik lägger vikten vid linjespelet, den ”kalligrafiska” sidan. Efter revolten i Ungern 1956 gjorde Renqvist en uppmärksammad serie bilder där han utgick från tidningsfoton, ”Upplopp”. Vid Biennalen i Venedig 1964 tilldelades han ett pris för sin grafik. 
Han utgav 1959 en mapp med sex stora etsningar som beskrev en sorts skapelseberättelse där Stig Claesson utformade texterna till bilderna. Bland hans offentliga arbeten märks bland annat temperamålningen Papperstempel i trapphallen på Brännkyrka läroverk, fasadmosaiken Glob i en värld i Höganäsklinker för Folkets hus i Västerås, mosaiken Stenfloden för Högbergets läroverk i Ludvika samt ett antal utsmyckningar för Moderna museet i Stockholm och Tynnereds kyrka i Göteborg. Han var aktiv som konstskriftställare och skrev bland annat en presentation av Några nutida engelska målare i Paletten, översikter över äldre och nutida svensk grafik i Vår konst samt uppmärksammade inlägg i den aktuella konstdebatten. Han har tilldelats ett stort antal stipendium bland annat Carl Larssons stipendium 1955, Ester Lindahls stipendium 1959–1960, Konstakademiens Sergelpris för skulptörer 2000 och Konstakademiens Asmund och Lizzie Arles pris 2003. 
År 1967 innebar ett nytt tvärt brott och en nystart i Torsten Renqvists konstnärskap. Han lämnade helt måleriet för skulptur. I skulpturen kommer både hans ”dagsida” och hans ”nattsida” till uttryck. I början arbetade han i järnplåt. Han gjorde små scener, till exempel ”Segern”, ett gäng segerrusiga och skränande män. Nike, segergudinnan, var ett motiv han flera gånger återkom till. När segern är vunnen är Nike annorstädes, menade han med ett för hans antiheroiska humanism karaktäristiskt patos: ”Segern har en skitig glans”. 
Snart fann Torsten Renqvist sitt material som skulptör: trä. Inspirerad av polsk folkkonst, medeltida bildhuggeri, skulptur från antikens Kreta och Egypten liksom från tidningsfoton och barnteckningar skapade han allt från idéburna bilder och gestaltningar av mytiska och moraliska situationer till lekfulla djurskulpturer för barn. Många av skulpturerna göts sedan i brons. Tillsammans med stuckatören Domenico Inganni och skulptörerna Mats Åberg och Evert Lindfors utförde Torsten Renqvist många av dessa gjutningar hemma i ateljén i Kummelnäs utanför Stockholm. 
I ungdomen ville Torsten Renqvist bli författare och han förblev en skrivande människa. Utdrag ur hans dagböcker finns publicerade i Brottstycken (1988) och Flisor (1994). Han deltog i konstdebatten med tungt vägande inlägg. Men framför allt försåg han ofta sina skulpturer med skriftliga kommentarer, små komprimerade texter som ringar in motiven utan att förklara dem.  
Det har sagts om Gunnar Ekelöf att han uppnådde sin centrala position genom ständiga förflyttningar i periferin. Paradoxen kunde också gälla för outsidern Torsten Renqvist. Hans måleri och grafik och senare skulptur har stått centralt i samtida svensk konst. ”Torsten Renqvist hörde till förra seklets verkligt stora svenska konstnärer” (Ulf Linde). Men hans verk har sedan debuten hela tiden uppfattats som ett vitalt och egensinnigt alternativ till samtida strömningar. Renqvist finns representerad vid bland annat Göteborgs konstmuseum och Nationalmuseum, Moderna museet i Stockholm, Norrköpings konstmuseum, Kalmar konstmuseum, Malmö museum, Örebro läns landsting och Statens Museum for Kunst i Köpenhamn.
Torsten Renqvist var gift första gången 1952–1956 med konstnären Gun Kessle, andra gången 1956 med filosofie kandidat Anne-Gerd Forsberg-Renqvist (1932–1970) och tredje gången 1970 med Harriet Ganetz (1929–2011). I andra äktenskapet fick han en dotter Anna-Lena (född 1959). Han är begravd på Boo kyrkogård tillsammans med tredje hustrun.

## Offentliga verk i urval
| Skulptur                                                  | År    | Plats                                                               | Ort         | Material            |
| --------------------------------------------------------- | ----- | ------------------------------------------------------------------- | ----------- | ------------------- |
| Kvinna med tvillingar                                     | 1968  | Moderna museet                                                      | Stockholm   | trä                 |
| Striden mellan änglar och fåglar                          | 1972  | Stockholms universitet; Universitetsbiblioteket; ljusgård plan 4    | Stockholm   | trä                 |
| Striden mellan änglar och fåglar                          | 1967  | Moderna museet                                                      | Stockholm   | taggtråd, plåt      |
| Dockan Johannes                                           | 1968  | Karolinska institutet, Retziuslabbet                                | Stockholm   | trä                 |
| Vraket                                                    | 1968  | Moderna museet                                                      | Stockholm   | trä                 |
| Skeppet, hand och fot                                     | 1968  | Sandvikens stadsbibliotek                                           | Sandviken   | marmor och kalksten |
| Robinson                                                  | 1968  | Museum Sztuki                                                       | Lodz        |                     |
| Hand                                                      | 1974  | Linköpings universitet                                              | Linköping   | brons               |
| Kattmamma                                                 | 1969  | Björkebyskolan                                                      | Stockholm   | trä                 |
| Naturalieskåp                                             | 1970  | Björkebyskolan                                                      | Stockholm   | trä                 |
| Hylla för naturalier                                      | 1970? | Åkeshovs sjukhus                                                    | Stockholm   | trä                 |
| Tre apor, icke höra det onda, icke tala det onda, icke... | 1974  | Björkebyskolan                                                      | Stockholm   | trä                 |
| Vridet spån                                               | 1980  | Stockholms universitet, entréhallen utanför Universitetsbiblioteket | Stockholm   | trä                 |
| Bevingat klot                                             | 1970  | Tynnereds kyrka                                                     | Göteborg    | trä och metall      |
| Job                                                       | 1972  | Göteborgs konstmuseum                                               | Göteborg    | trä                 |
| Göran och draken                                          | 1973  | Ateneum                                                             | Helsingfors | trä                 |
| Fågelskrämman                                             | 1971  | Göteborgs stadsbibliotek                                            | Göteborg    | trä                 |
| Ordet                                                     | 1971  | Svenska sjömanskyrkan                                               | Antwerpen   | trä                 |
| Djävulen som fisk                                         | 1973  | Norrköpings konstmuseum                                             | Norrköping  | trä och metall      |
| Noaks ark                                                 | 1976  | Ludvika lasarett                                                    | Ludvika     | brons               |
| Noaks ark                                                 | 1976  | Universitetet i Bergen                                              | Bergen      |                     |
| Fågel Fenix                                               | 1978  | Historiska museet                                                   | Stockholm   | brons               |
| Fågel Fenix                                               | 1978  | Posten, Årstafältet                                                 | Stockholm   | brons               |
| Fågel Fenix                                               | 1978? | Torvalla                                                            | Östersund   | brons               |
| Fågel Fenix                                               | 1978  | Stadshusgården                                                      | Gävle       | brons               |
| Fågel Fenix                                               |       | Utanför stadshuset                                                  | Skövde      | brons               |
| Fågelcirkus                                               | 1983  | Lärarnas hus                                                        | Stockholm   | brons               |
| Theresas fåglar                                           | 1992  | Understenshöjden, Björkhagen                                        | Stockholm   | brons               |
| Tabitas trebenta trähäst                                  | 1992  | Kantatvägen, HSB, Nacka                                             | Stockholm   | trä                 |
| Lilla elefanten drömmer                                   | 1976  | Greta Garbos torg                                                   | Stockholm   | betong              |
| Hyndan                                                    | 1970  | Akademiska sjukhuset                                                | Uppsala     | trä                 |
| Fånget lejon                                              | 1978  | Eskilstuna konstmuseum                                              | Eskilstuna  | trä, rep            |
| Sjunken tärning                                           | 1975  | utanför Länsbiblioteket                                             | Östersund   | brons               |
| Kängurun                                                  | 1979  | Umeå universitetsbibliotek                                          | Umeå        | trä                 |
| Jättestruts                                               | 1973  | Vilunda gymnasium, Upplands Väsby                                   | Stockholm   | trä                 |
| Fågel                                                     | 1974  | Fridhemsplans tunnelbanestation                                     | Stockholm   | trä                 |
| Hästflyftaren                                             |       | Gymnasieskolan i Skärholmen                                         | Stockholm   | brons               |
| Det döende djuret                                         | 1969  | Biblioteket i Lit                                                   | Östersund   | brons               |
| Templet                                                   | 1994  | Sunderby sjukhus                                                    | Luleå       | trä och metall      |
| Trana                                                     | 1988  | Ájtte Fjäll- och Samemuseum                                         | Jokkmokk    | trä                 |
| Eva och Adam                                              | 1987  | Postterminalen                                                      | Stockholm   | trä                 |
| Ballongkorgen                                             | 1987  | Postterminalen                                                      | Göteborg    | brons               |
| Lautrecs flickor                                          | 1985  | Ateneum                                                             | Helsingfors | trä                 |
| Lautrecs flickor, skiss                                   |       | Ateneum                                                             | Helsingfors | blandat             |
| Dantetåget                                                | 1990  | Moderna museet                                                      | Stockholm   | trä, metall         |
| Dansande flicka                                           | 1992  | Ateneum                                                             | Helsingfors | trä                 |
| Dansande flicka                                           | 1993  | Kulturdepartementet, Drottninggatan 16                              | Stockholm   | brons               |
| Vaggan                                                    |       |                                                                     | Borås?      |                     |
| Karl XII sover stående                                    | 1997  |                                                                     |             | trä, vax            |
| Karl XII sover stående                                    |       | Garnisonen                                                          | Stockholm   | brons               |
| Elsa Beskow                                               | 1997  | Djursholms torg                                                     | Stockholm   | brons               |
| Sentida kors                                              | 1999  | S:t Eriksområdet                                                    | Stockholm   | brons               |
| Vanja och Alma                                            | 2000  | Astrid Lindgrens barnsjukhus                                        | Solna       | trä                 |

### Av Torsten Renqvist
- Torsten Renqvist, Brottstycken. Ur Torsten Renqvists dagböcker, red. Lars Nygren, 378 s, Bonniers, 1988.
- Torsten Renqvist, Flisor, red. Lars Nygren, 214 s, Hjalmarson & Högberg, 1994. Nytryck 2010 med efterord av Lars Nygren.
- Djur kan inte ljuga. Dagboksbrev mellan Torsten Renqvist och Asta Bolin, Med teckningar av Torsten Renqvist, 224 s, Atlantis, 2003.

### Om Torsten Renqvist
- Allan Ellenius, Torsten Renqvist, 32 s, Bonniers små konstböcker 8, 1964.
- Ulf Linde, ”Etisk individualism”, katalog till utställning på Moderna Museet, 1974. Omtryckt i Ulf Linde , Efter hand , 1985.
- Olle Granath, ”Vanlig och utvald”, Utblickar över konst och konstnärer, Bonniers, 1979.
- Beate Sydhoff, Konstnären, jorden och tiden, 176 s, Sveriges allmänna konstförenings publikation 93, 1984.
- Lars Nygren, Torsten Renqvist. Målaren. Katalog till utställning på Prins Eugens Waldemarsudde, 1988.
- Lars Nygren, Torsten Renqvist, katalog nr 428,  Liljevalchs konsthall, 1994, med texter av Lars Nygren, Ulf Linde och Allan Ellenius, 159 s  (innehåller utförligare litteraturförteckning).
- Mailis Stensman, Torsten Renqvist, 318 s,  Edition Apel/ Lind & Co, utan årtal [2002].